# (38289) 1999 RM70
1999 RM70 (asteroide 38289) é um asteroide da cintura principal. Possui uma excentricidade de 0.10027380 e uma inclinação de 4.11287º.
Este asteroide foi descoberto no dia 7 de setembro de 1999 por LINEAR em Socorro.